# Овунц, Гагик Гедеонович
Гагик Гедеонович Овунц (арм. Գագիկ Հովունց; 1 марта 1930, Ереван, Армянская ССР, ЗСФСР, СССР — 1 сентября 2019, Ереван, Армения) — советский, армянский композитор. Заслуженный деятель искусств Армянской ССР (1984).

## Биография
В 1954 году окончил Ереванскую консерваторию по классу скрипки Карпа Домбаева, в 1957 — по классу композиции Григория Егиазаряна.
С 1964 преподаёт теорию музыки в Ереванской консерватории, автор учебника гармонии. Профессор.
Брат — кинорежиссёр, народный артист Республики Армения Нерсес Оганесян.

## Творчество
Дебютировал камерными сочинениями: струнный квартет (1960), 12 прелюдий для фортепиано (1965). Среди его сочинений преобладают инструментальные (камерные, концертные) произведения. Часть ранних работ была переработана, что привело к перенумерованию каталога. Ряд произведений был записан и выпущен на виниловых грампластинках фирмой «Мелодия». Написал музыку к короткометражным фильмам.
Музыка Г.Овунца опирается — и музыкально, и тематически — на армянские национальные источники. В ней сочетаются конструктивная чёткость, графическая строгость форм и живое лирическое чувство; актуализация элементов музыкальной выразительности (тонового ряда, некоторых вариантов модальности, симметрии в музыке) придают ей свежесть и как бы возвращают к природе.
Произведения Г.Овунца исполняют скрипач Александр Брусиловский, пианисты Светлана Навасардян, Рустем Саиткулов, Владимир Винницкий, Александр Целяков, Анаит Нерсесян, виолончелист Арам Талалян.

### Избранные сочинения
для оркестра и хора
- «Отечество» (2001)[8]

для симфонического оркестра
- Инвенции (3 цикла: I — 1968, II — 1970, III — 1971)
- Симфоническая сюита (Хореографические пьесы, 1992)[5]

концерты
- Концертные инвенции для фортепиано с оркестром (1974)
- Концертные инвенции для виолончели с оркестром (1976)
- скрипичный концерт (1980)
- фортепианный концерт (1986)

для духовых
- Десять инвенционных пьес (1969; для деревянных духовых и фортепиано)
- Десять инвенционных пьес (1975; для медных духовых и фортепиано)
- 30 инвенционных пьес для инструментов симфонического оркестра с фортепиано (1976)[5]

для струнных
- струнный квартет (1960)
- и фортепиано — Десять инвенционных пьес (1972)
- соната-дуэт для скрипки и виолончели (1981)
- соната для скрипки и фортепиано (2006)[5]

для фортепиано
- 12 прелюдий (1965)
- соната «Гармония лада» (1977)
- соната № 2 (1982)[5]
- 10 пьес — монограмм (1989)[5].

### Дискография
| Год  | Лейбл   | Альбом, индекс                                                                                             | Произведение | Исполнитель |
| ---- | ------- | --- | --- | --- |
| 1967 |         | Д 20585-6                                                                                                  | Шесть прелюдий | Кэтти Малхасян (ф-но) |
| 1976 | Мелодия | 33 С10-07577-8                                                                                             | Концертные инвенции для фортепиано и симфонического оркестра | Симфонический оркестр телевидения и радио Армении (дир. Р.Мангасарян) |
| 1976 | Мелодия | Камерная музыка Армении; С10 07623-4                                                                       | Три пьесы для тромбона и ф-но | О. Папикян, Ж. Карапетян (ф-но) |
| 1977 | Мелодия | Г. Овунц. Инвенции для оркестра; С10-09825-6                                                               | Инвенции для орк.: Цикл 2: Соч. 5; Инвенции для орк.: Цикл 3: Соч. 6; Концертные инвенции для фп.: Соч. 8 | Симфонический оркестр телевидения и радио Армении (дир. Р.Мангасарян); С.Навасардян, фп. (3) |
| 1980 | Мелодия | Г. Овунц (1930): Тридцать пьес для инструментов симфонического оркестра с ф-но; С10-13579-82 (2 пластинки) | Три пьесы для флейты; Две пьесы для гобоя (Тема, В темпе кочари); Три пьесы для кларнета (Нюансы, Ритмика, Схема); Две пьесы для фагота; Три пьесы для валторны (Симметричный лад, Трезвучия лада, Постлюдия); Две пьесы для трубы (Тема, Ритмика); Три пьесы для тромбона (Интродукция, Колыбельная, Mobile); Две пьесы для тубы (Имитации, Фолк-ритмика); Три пьесы для скрипки (Контраст, Pianissimo, Mobile); Две пьесы для альта (Варианты, Симметрия от ре); Три пьесы для виолончели (Микротонал, Трезвучие, Канон); Две пьесы для контрабаса (Старинная песня, Ритмика); «Гармония лада», соната для ф-но | В.Зверев (флейта), А.Любимов (гобой), В.Соколов (кларнет), В.Попов (фагот), А.Демин (валторна), Ю.Кривошеев (труба), Д.Пигузов (тромбон), В.Досадин (туба), А. Михлин (скрипка), М.Толпыго (альт), Ю.Едигарян (виолончель), Р.Азархин (контрабас), С.Навасардян (ф-но); партия ф-но — П.Мещанинов, М.Мунтян, Ф.Тотлиб, К.Мндоян, А.Краснова |
| 1985 |         | Г. Овунц (1930); С10 21707 003                                                                             | Соната-дуэт для скрипки и виолончели. Шесть прелюдий (№ 1-4, 9, 12) из «12 прелюдий для ф-но». Соната № 2 для ф-но | А.Михлин (скрипка), М.Мильман (виолончель), Ц.Квернадзе (ф-но), А.Нерсесян (ф-но) |

### Фильмография
| Год  |     | Название            | Роль       |
| ---- | --- | ------------------- | ---------- |
| 1968 | кор | Встреча на выставке | композитор |
| 1970 | кор | Неудачник Фанос     | композитор |

### Избранные публикации
- Овунц Г. 1. Гармония звука: Концерт. инвенции для виолончели с орк. Ор. 10; 1. Обертоны; 2. Движение в обертонах; 3. Трезвучия в обертонах; 4. Реприза // Концерты : Для виолончели с орк. — М. : Сов. композитор, 1986. — Вып. 3. — 51 с.
- Овунц Г. Концерт: Ор. 12 // Концерты : Для скрипки с орк. — М. : Сов. композитор, 1987. — Вып. 3. — 120 с.
- Овунц Г. Г. Концертные инвенции : Для ф.-п. и оркестра: Op. 8. — М. : Сов. композитор, 1982. — 63 с.
- Овунц Г. Три пьесы: 1. Контраст; 2. Pianissimo; 3. Mobile // Произведения армянских композиторов : Для скрипки и фп. / Сост. С. Нагдян. — М. : Сов. композитор, 1988. — 103 с.

## Награды
- Заслуженный деятель искусств Армянской ССР (1984).
- Медаль «За заслуги перед Отечеством» 1-й степени (23 октября 2013)[11].